# Гардон д'Але
Гардон д'Але је река у Француској. Дуга је 61 km. Улива се у Гардон. 